# Sebastián Marroche
Sebastián Marroche war ein uruguayischer Fußballspieler.

## Karriere

### Verein
Der aus Artigas stammende Mittelfeldakteur Marroche spielte auf Vereinsebene ab 1916 bis ins Jahr 1920 für den Reformers FC. 1920 wechselte er zu Nacional Montevideo, für die er 1921 in der Primera División antrat.

### Nationalmannschaft
Marroche war Mitglied der A-Nationalmannschaft Uruguays. Er gehörte dem Kader der Celeste bei der Südamerikameisterschaft 1920 in Chile an, bei der Uruguay den Titel gewann. Im Verlaufe des Turniers bestritt er jedoch kein Spiel. Auch an der Südamerikameisterschaft 1921 in Argentinien nahm er teil und stand dort in der Partie gegen Paraguay in der Startelf.

### Erfolge
- Südamerikameister: 1920